# Maddie Feaunati
Pas d'image ? Cliquez ici

a Compétitions nationales et continentales officielles uniquement.

b Matchs officiels uniquement.
Dernière mise à jour le 29 juillet 2025.
Maddie Feaunati, née le 18 mai 2002 à Leeds (Angleterre), est une joueuse internationale anglaise de rugby à XV évoluant principalement aux postes de troisième ligne aile et troisième ligne centre. Elle joue aux Exeter Chiefs.
Son père Zak Feau'nati est un joueur international samoan de rugby à XV, tout comme son oncle Dominic Feau'nati.

## Biographie
Maddie Feaunati naît le 18 mai 2002 à Leeds en Angleterre d'un père samoan, Zak Feau'nati, joueur international de rugby à XV. Elle a également un oncle, Dominic qui est international samoan de rugby à XV et également joueur de rugby à XIII.
Elle commence à jouer au rugby à XV en Nouvelle-Zélande, au niveau sénior au sein des équipes d'Otago et de Wellington en Farah Palmer Cup, puis avec les Hurricanes Poua en Super Rugby Aupiki.
En 2023, elle intègre les Exeter Chiefs. En 2024, elle est sélectionnée avec l'équipe d'Angleterre pour le Tournoi des Six Nations. Auparavant, elle a refusé un contrat de la part de la fédération néo-zélandaise pour jouer avec les Blacks Ferns. Lors du Tournoi, elle marque son premier essai international contre l'Irlande lors d'une large victoire 88 à 10 des Anglaises.
En juillet 2025, elle est sélectionnée pour la Coupe du monde en Angleterre.

## Palmarès
- Vainqueur du Tournoi des Six Nations en 2024 et 2025.
- Vainqueur du WXV en 2024.